# Анџелин
Ронија Тамар Голдберг (енгл. Ronia Tamar Goldberg; Хмјелњик, 2. октобар 1950), позната као Анџелин (енгл. Angelyne), америчка је певачица, глумица, медијска личност и манекенка. Постала је позната 1984. године када су се појавили бројни билборди у Лос Анђелесу и његовој околини у Калифорнији, са само једном речју — „Анџелин” — где она позира. Ово је привукло пажњу локалних медија и убрзо је добила неколико понуда за филмске улоге, интервјуе у часописима и наступе у телевизијским серијама.

## Биографија
Године 2017. претходна имена и порекло Анџелин постала су позната јавности у чланку Герија Баума за The Hollywood Reporter. У чланку су цитирани јавни записи који откривају да је Анџелин рођена у Пољској под именом Ронија Тамар Голдберг. Ћерка је Јевреја из Пољске који су преживели холокауст. Након ослобођења из немачких нацистичких концентрационих логора, као што су Скаржиско-Камјена, Берген-Белзен и Бухенвалд, њени родитељи су се венчали у логору за расељена лица Ференвалд, а затим су се вратили у Пољску. Породица се касније настанила у Бнеј Браку, пре него што је 1959. године емигрирала у САД. Преселили су се у Лос Анђелес где је била позната под именом Рене Тами Голдберг. Похађала је Средњу школу Џејмс Монро и била накратко удата.

## Дискографија
Студијски албуми
- (1982)
- (1986)
- (неиздат)
- (2000)